# Koci-Kliffs
Die Koci-Kliffs sind 2424 m hohe und bogenförmige Kliffs im ostantarktischen Viktorialand. Sie ragen 1,5 km südlich des Colwell-Massivs in westsüdwest-ostnordöstlicher Ausrichtung entlang des Kopfendes des Waddington-Gletschers auf und markieren die Wasserscheide zwischen Gletschern, die in nördlicher Richtung zum Ferrar-Gletscher bzw. nach Süden zum Skelton-Gletscher fließen.
Das Advisory Committee on Antarctic Names benannte sie 1994 nach dem US-amerikanischen Geophysiker Bruce Raymond Koci (1943–2010) von der University of Alaska Fairbanks, einem Experten für Eisbohrkerne in Grönland und Antarktika, der zwischen 1993 und 2001 beratend beim Bau des Antarctic Muon And Neutrino Detector Array auf der Amundsen-Scott-Südpolstation tätig war.